# Mistrzostwa Polski w Biathlonie 1967
1. Mistrzostwa Polski w biathlonie odbyły się w 1967 w Zakopanem. Rozegrano tylko jedną konkurencję, bieg indywidualny mężczyzn na dystansie 20 kilometrów.

## Terminarz i medaliści
| Data | Konkurencja                | Złoto                      | Srebro                             | Brąz                      |
| 1967 | Bieg indywidualny mężczyzn | Andrzej Nędza WKS Zakopane | Stanisław Szczepaniak WKS Zakopane | Józef Stopka WKS Zakopane |